# Visa (település)
Visa falu Kolozs megyében, Romániában. Román neve Vișea.

## Földrajzi adatok
Ahogy a falu szülöttje és helytörténésze, Kiss Géza fogalmaz, „a kezdetekről Erdély kövei beszélnek, és ezek a kövek mindig igazat mondanak... Visa csupán egy kis pont e vidék, e meggyötört országrész térképén – egyetlen csepp a népek tengerében –, de történelme magába sűríti mindazt, ami sajátos e máig hányatott sorsú tájegység és az itt élő emberi közösségek életvitelében. A történelem előtti idők, a csiszolt kőkorszak (neolitikum) embere is már bejárta, esetenként szállást alakított ki magának e vidéken. Bizonyíték erre a falu területén talált, csiszolt, átlyukasztott kőbalta és bemélyített vonaldíszes cserépedény, mely használati tárgyak készítési ideje a Kr. e. 5500-1800 közötti időszakra tehető”
Visa tehát egy kicsi falu az Erdélyi Mezőség Ny-i- és a Kis-Szamos völgyének K-i határán, Kolozsvártól légvonalban 26 kilométerre, É-K-re fekszik, néhány olyan nagyobb falu, mint a tőle Ny-ra levő Zsuk (7 bogár) (1314); É-ra levő Bonchida (1263); D-D-Ny-ra levő Kötelend (1320); Gyulatelke (1318); Marokháza (1318) és Báré (1279) szomszédságában. Egykor a történelmi Kolozs- és Doboka-vármegye határtelepülése volt. Napjainkban a Kolozsvárról Zsukon át Visába vezető – mintegy 30 km-es út – aszfaltozott. A helység villamosított, vezetékes víz, gáz, telefon, kábeltévé és internetes szolgáltatása van.

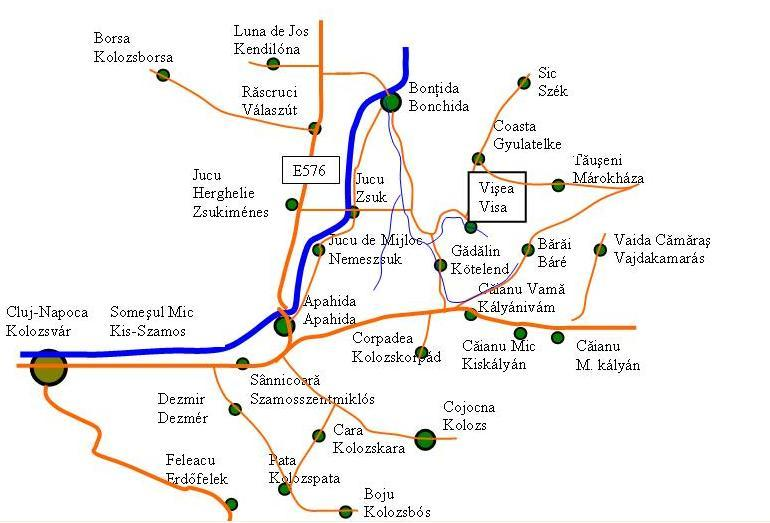
Visa és környéke.

A falu altalajában só (NaCl) található. A múltban jelentős szőlő- és bortermő vidék, például egy 1727. évi leltár 290 veder (1 veder = 10 l) visai bort tüntet fel. (JAKÓ ZSIGMOND – A Gyalui vártartomány urbáriumai , Kolozsvár, 1944. 135-137 o.) Kiterjedt erdő- és nagy létszámú vadállománya van. Fafajok: tölgy, gyertyán, kőris, akác, hárs stb. Vadállatok: vaddisznó, őz, róka, nyúl és fácán. Turisztikai lehetőségei még kihasználatlanok.

## Elnevezése
A szláv VISOSLAV személynév becézett alakja; e név előtagja az egyes mai szláv nyelvekben – szerbhorvát, szlovák – azt jelenti, hogy magas.  Az elnevezés különböző szláv nyelvekben ma is előfordul személynévként: Vyša; Visha.
Van egy érdekes helytörténeti monda, amely szerint a zsuki gróf a tőle elszökött és a mai Visa területén bujdosó jobb ágyait akarta visszahívni, de mivel selypített, csak annyit tudott mondani, hogy „vissa, vissa” – így lett a falu neve Visa (VARGA SÁNDOR: Az erdélyi Mezőség a középkortól napjainkig. Történeti áttekintés Visáról és környékéről 10 o. in „A visai Kőris alatt...” Tanulmányok egy erdélyi mezőségi falu népi kultúrájáról (Belvedere Meridionale. Történelem és társadalomtudományok XXIII. évfolyam, 1. szám). A mai román Vişea helynév átvétel a magyarból. (Kiss L. 1988. II. 768; Kniezsa 1943. 229.)

## Története
Első írásos említése 1326-ból maradt fenn „silva VISA ERDEI” formában A későbbi okiratokban, írásokban előforduló más formája, időrendben: „possesio Vizateluke” (1332); Vizouloteluk (1345); Wysa, villa Vysa (1348); Visa (1587-1589); Vyssa (1652); Visa (1733); Vissa (1652, 1835); Vischa (1750); Viza (1760-1762); Vissa (1835); Jisa (1858); Visa, Iisa (1854)
A XIV. századnak az elején, a Bonchidára vezető út mellett, a falunak a mai külterületén még 3 kisebb település (vagy ahogy akkor mondták: telek) létezett – Kőris-telek, Varjad-telek és Bűzös-telek. Az idők folyamán e települések/telkek vagy elpusztultak, vagy lakosaik betelepültek a közeli, fejlődésnek induló Visába; de nevük mai napig megőrződött olyan dűlőnevekben, mint Kőris, Varjas vagy Büdöstó.
Jelentősebb birtokos családjai időrendben a Suky, a somkeréki Erdélyi, a losonczi Bánffy, a hetei Bakó és a széki gróf Teleki család egyes tagjai voltak.
A felkutatott forrásokban a következőket lehet róluk olvasni:
Suky család
„ez a család a XV. század elejétől a középkor végéig Kolozs megye, sőt Erdély leghatalmasabb családjainak egyike volt. Birtokaik a Kis-Szamostól a Mezőség közepéig harminc kilométer távolságra csaknem egyvégtében legalább 30000 holdra terjedtek”.
„Közülük Mihály már 1324-ben Kolozs megye főispánja, Károly Róbert király szolgálatában a Moys-féle erdélyi lázadás leverésében vitézkedett. Majd 1348-ban egyszerre 13 Suky fiú vett részt azokban a tatárok ellen folytatott győzelmes harcokban, melyekben Szent László segítségének Arany János által is megénekelt legendája fűződik”.
„A család egyik ága eleitől fogva a másik fölé emelkedett, s Miklós utódai közül az Illyés fiai ott vannak Zsigmond királlyal 1396-ban a nikápolyi ütközetben, majd Suky Darabos János, az Illyés kisebbik fia, a király udvarnoka vele van 1418-ban Konstanzban is a nagy zsinaton. Ott kapja címerbővítését s ugyanazon évben birtokaira a pallosjogot. Szovátra pedig még 1410-ben, a maga, gyermekei és unokatestvérei részére heti-, Szent Mihály-napra pedig országos vásárra nyert kiváltságot. János a ké fia közül Benedek – aki egyébként az 1437-i erdélyi parasztfelkelés leverésében vitt fontos szerepet –készíttette azt a gyönyörű csúcsíves ízlésű zománcos kelyhet, mely az esztergomi székes egyház kincstárának s vele az egész csúcsíves ötvösművészetnek egyik legremekebb alkotása”.
„Testvérét, Mihályt, Mátyás király 1462-ben udvarnokává tette s havonta 10 lóra adott fizetést neki, mégis az 1467-i erdélyi nemesi szervezkedés részese volt. Mátyás azonban gyorsan lecsapott a készületlen összeesküvőkre, s Mihály Szebenben kínos halállal lakolt hűtlenségéért. Benedek fia, László pedig Lengyelországba futott., A hűt lenek elkobzott vagyonáért aztán hosszú küzdelem indult meg, s bár az részint királyi kegyelem, részint a házassági összeköttetések révén nagy részben visszakerült a család kezére, további történetük lényegében mégiscsak a lassú lecsúszás az országos szereplés színteréről”
„...hihetőleg a Suky család maga is e nemzetségből (Ogmandok) ágazott ki. Az Ogman dok pedig azt az Apa-farkast tartották ősüknek, akit Béla király névtelen jegyzőjének adatai szerint Töhötöm vezér is annak vallott. A Sukyak eredtük emlékére használták különböző alakban farkas vagy farkas-fejes címerüket. Nemzetségi birtokaik a Meszes-hegységtől kezdve benyúltak a régi Doboka megyébe, Kecsed, Kecsedszivás és Omboz vidékére. Másik águk rendre a három Zsukot (Alsó-, Felső- és Nemeszsuk) alapította, s a nemzetség általunk ismert legkeletibb ága 1330 táján a Mezőség közepén, Uzdiszentpéteren birtokolt, de 1330 körül ki is halt. Valószínűnek látszik azonban, hogy még ennél is tovább terjeszkedhetett keletre, a marosszéki Szabéd mellé...”
somkereki Erdélyi család
A családot, mint Visa birtokosát a kolozsmonostori konventnek a jegyzőkönyveinek 2323. számú oklevél kivonata említi első ízben 1481-ben (JAKÓ ZSIGMOND). Az Erdélyi nevet először Istvánnak a fia, János veszi fel, ugyanis korábban használt nevük a Somkereki. A család a Becsegergely nemzetségből származik, birtokaik pedig elsősorban Beszterce-Naszód megyében voltak.
1410-ben Zsigmond király megengedi a család 3 tagjának azt, hogy az előbb említett birtokaikon várat építsenek és Somkeréken minden hétfőn tartsanak hetivásárt.
A családnak az egyik utolsó tagját, Gergelyt 1553-ban Petru Rareş moldvai vajda fejezteti le – így birtokaik, köztük Visa is, egy időre idegen kézre kerülnek. Az árvák – Miklós, Lénárd és Gergely – nevében az elkobzott birtokokat az ez időtájt Erdély vajdája és a székelyek kapitánya szerepkörét betöltő szentiványi gróf Kendy Ferenc szerzi vissza. A 2 család között megkötött egyezség alapján a visszaszerzett javakat – Visát is – leszármazóik több évszázadon át birtokolják
losonczi Bánffy család
Bárói-, valamint grófi leagázással bíró, a Tomaj nemzetségből való besenyő eredetű régi főnemesi család. Anonymus a maga krónikájában azt írja, hogy egyik ősüket, Thonuzóbát, feleségével együtt a keresztyénség felvételének megtagadása miatt élve temették el a Tisza melletti abádi révbe. Az 1660-as évek folyamán Bánffy Dlnes kapja a bárói címet. Az ő fia az a Bánffy György, aki egy 1696. február 23-i keltezésű oklevél tanúsága szerint grófi méltóságban az adományozásában részesül.
Ez a család jelentős szerepet játszik Erdély politikai-társadalmi életében, ugyanis közülük kerül(t) ki több közjogi méltóság mellett, Erdély 3 főkormányzója is .
A korabeli dokumentumokat tanulmányozva azt látjuk, hogy gróf Bánffy György 1802-ben Visa tulajdonosa – az a Bánffy György, aki 1787-1822 között Erdélynek a főkormányzója; ezen a néven a II.-ik. Ő az, aki Nagyszebenből Kolozsvárra teszi át a Főkormányszék székhelyét, illetve aki befejezteti a Kolozsvár főterén található Bánffy-palotát és átépítteti a bonchidai kastélyt késő reneszánsz stílusban.  (KISS GÉZA: Visai fényképes krónika. Híradás egy mezőségi faluról. Kiss Géza kiadás, Kolozsvár, 2006.34 o.)
Az ő jószágigazgatója az a Deésy Hosszú Gábor, akinek jelentős szerepe van a mai visai református templom megépítésében (fogalmazhatunk úgy is, hogy szívügye), valamint az egyház javainak a gyarapításában is László József (István) lelkipásztor idejében.
hetei Bakó család
1647. március 21-i keltezéssel kapja e család 3 tagja III. Habsburg (Ausztriai) Ferdinánd magyar királytól a címeres nemeslevelet. Ebben az időszakban birtokaik a korabeli Szatmár- és Bereg megyékben voltak.
1864-ben a korabeli egyházkerületi iratok már úgy említik őket, mint Visa és Zsuk birtokasai; ebből az évből fennmaradt hetei Bakó Károly azon ígérete, hogy „az egyháznak sajátjából egy kő iskolát építtet” (INCZE LAJOS (szerkesztő): Névkönyv az Erdélyi Református Egyházkerület számára 1887-88. 6-10 o. in KISS GÉZA: Visai fényképes krónika. Híradás egy mezőségi faluról. Kiss Géza kiadás, Kolozsvár, 2006.34-35 o) ; csakhogy mivel késve küldte az erre a célra szánt 1.000 osztrák ezüst forintot és a felekezeti iskolának az építése már folyamatban volt az egyház költségén, az előbb említett összegből mindössze 250 forintot fordítottak az épületnek a befejezésére 1870-ben, míg az összeg többi részéről a püspökségnek az Igazgatótanácsa rendelkezett a továbbiakban.
1911-ben eladásra került a visai- és a zsuki birtok – a vevő nem más, mint báró Bánffy Györgyné első házasságából származó fia: széki gróf Teleki Géza.  (KISS GÉZA: Visai fényképes krónika. Híradás egy mezőségi faluról. Kiss Géza kiadás, Kolozsvár, 2006.34-35 o.)
széki gróf Teleki család
A középkorban kisnemesi család az Arad vármegyei Borosjenőben. Hatalmas vagyonuk-, illetve közéleti szereplésük megalapozója az a Teleki Mihály (1634-1690), aki I. Apafi Mihály fejedelemsége idején papíron ugyan kancellár, de igazából Erdélynek a tényleges ura. Ő kezdetben török párti volt, de később kibékülvén a császárral  gyakorlatilag a Habsburgok kezére adja Erdélyt. 1674-ben kapja meg adományként a Maros mentén elhelyezkedő Gernyeszeget, amely aztán a következő pár évszázadban a család fő ágának a székhelye maradt; 1685-ben pedig grófi méltóságot is nyer I. Lipót császártól.
A Teleki családból nagyon sok közéleti személyiség, tudós, politikus, utazó, katona, illetve diplomata került ki.
Az 1881-ben Kolozsváron született és 1937-ben, Alsózsukon elhunyt gróf Teleki Géza, mint a család gernyeszegi ágának a leszármazottja 1911-ben megvásárolja hetei Bakó Ferenctől azt a zsuki uradalmat, amelyhez hozzátartozott Visa is. Béldi Margit grófnővel kötött házasságából 3 gyermek született: Katalin, Miklós és Mária Emanuela Erzsébet. (KISS GÉZA: Visai fényképes krónika. Híradás egy mezőségi faluról. Kiss Géza kiadás, Kolozsvár, 2006. 35-37 o.)
*****
Egy 1587-1589-es visai dézsmajegyzék már Wass Györgynek járó tizedről tudósít, bár a Wass-ok családtörténetében és czegei levéltárukban nem találunk arra uta- lást, hogy Visában birtokoltak volna Visa közvetlen közelében, Alsózsukon és Asszonyfalván voltak Wass-birtokok.
Makkai László XX. századi magyar történész és egyetemi tanár (1914-1989) szerint a XVI. század közepén még sok száz, esetenként néhány ezer lelket számláló, többségében magyar falvakban 1603-ban alig lézengett két-három, ritka esetben 20-30 ember. A Visához közel eső Szolnok-Doboka, illetve Kolozs megyei falvak közül tizenkettőből rendelkezünk a megmaradt gazdaságra és népességre vonatkozó adatokkal 1603 augusztusából. Ezekből kiderül az, hogy az érintett falvakban átlagosan 3-4 túlélő család maradt. Mindezek alapján feltételezhetjük, hogy a Belső-Mezőséget legalább annyira megviselték az 1600-1603-as évek eseményei, mint az északi területeket (A Visához legközelebb eső (és vele egy nép rajzi egységbe tartozó) falvak közül Omboztelke teljesen kipusztult, Kispulyonban és Mezőszaván 5-5 túlélő család maradt. A Visától légvonalban mintegy 30 kilométerre fekvő Katonát, valamint a dél-mezőségi Mezősályit is teljesen felperzselte Giorgio Basta Habsburg hadvezér
Szabó T. Attila szerint az 1711-es pestisjárványnak „... Visán 292-en estek áldozatul”.
A falu a csiszoltkő-korszak (neolitikum) óta bejárt, majd lakott terület. A római korban (Kr. u. 107-275) Dácia provinciaészaki határterülete volt, melyet a Potaissán (a mai Tordán) székelő V. Macedón légió őrzött. A kora középkorban lakossága a nemzetségi határterületet (gyepűt) és a Szék-Bonchida-Visa-Báré nyomvonalú „Molnár-utat” (via Molendinatorum) figyelte-őrizte
Régészeti leletei esetlegesek. Az újkőkorszak idejéből előkerült egy csiszolt, átlyukasztott kőbalta és egy bemélyített vonaldíszes cserépedény. A római korból görög drachmákat, tetradrachmákat, római dénárokat és mozaiktéglákat találtak. A szőlő és borkultúrára utaló korabeli lelet a 21 cm-es magasságú Szilénosz (a rómaiaknál Liber Pater) szobrocska, aki – a mítoszok szerint – Bakkhosznak a kísérője és tanítómestere.
Újabb kori, VI. századi ezüst dénárok, tallérok stb. A szakirodalom feljegyezte az 1882. február 3-i jelentős meteorit hullást, melyekből 911 darabot (ezek közül a legnagyobb 35,7  kg volt) az évben összegyűjtöttek.

### Református egyházközség Visában és a református templom
1450-ből származik az első adat a visai egyházközség kialakulásáról és működéséről – „Máté erdélyi püspök megengedi, hogy Visán, Alsózsuk leányegyházában, minden szertartás elvégezhető legyen”. (ENTZ GÉZA: Erdély építészete a XIV.-XV. században. Az Erdélyi Múzeum Egyesület kiadása, Kolozsvár, 1966. 225 o. in KISS GÉZA: Visai fényképes krónika. Híradás egy mezőségi faluról. Kiss Géza kiadás, Kolozsvár, 2006. 40 o.)
A XVI. században Kolozsvárt és környékét is elérték azok a református tanok, amelyek gyorsan hódítottak. Az 1568-as tordai türelmi rendszabály Erdély valamennyi lakosának szabad vallásgyakorlatot biztosított. A római-katolikus vallás pozíciója rendkívül meggyengült Erdélyben. Kiss Géza helytörténész szerint „Ez idő tájt Visa katolikus lakossága is reformátussá lett, a templommal együtt. A hitújításkor a község birtokosa két magyar kisasszony lett volna, kik a református vallásra térve az egyháznak az udvari kert mellett másfél holdnyi templom és temetkező helyet adtak. (…)” Hegedűs János: A Magyarországi Református egyház Egyetemes Névtára az 1912-ik évre című munkája szerint az előbb említett „Ez idő tájt ‟ kifejezés 1592-re vonatkozik – ekkor alakulhatott meg a visai református egyházközség .
Ugyancsak Kiss Géza szerint a visai református közösség még francia kálvinista (hugenotta) menekülteket is befogadott, melyek egyes leszármazottai, a Duzsárdiak (eredetileg Dujardinek) ma is a faluban élnek – ennek a véleménynek ellentmond az a tény, hogy az 1652-es jobbágylajstromban nem szerepel Duzsárdi név
A XVIII. században Visa már anyaegyházközség – ide tartozik Kötelend (25 lélek), Gyulatelke (80 lélek), Báré (14 lélek), Alsózsuk (20 lélek), Felsőzsuk (38 lélek) és Márokháza (40 lélek). (ZAJZON LAJOS (szerkesztő): Névkönyv az erdélyi evangéliumi református ergyházkerület számára 1889. Nyomtatott Ormós Ferencnél, Kolozsvárott 1889. 76 o in KISS GÉZA: Visai fényképes krónika. Híradás egy mezőségi faluról. Kiss Géza kiadás, Kolozsvár, 2006.40 o)
1848-ban, illetve 1903-ban is tűz martaléka lett az egyházközségnek az irattára, ezért sok falubeli történést kritikusan kell kezelni, ugyanis csak szájhagyomány formában maradtak fenn; de a felettes egyházi hatóságok irattárában ma is megtalálható adatok tanúsága szerint a falunak a középkori temploma a XVIII. század végére használhatatlanná vált. A fentebb már említett Deésy Hosszú Gábor, aki Erdély főkormányzójának, gróf Bánffy Györgynek a jószágigazgatója volt (a Kolozsvári Állami Levéltár 1809-es oklevelének bejegyzése alapján), a templomépítés költségeinek fedezésére adományokból 900 váltó rénus forintot gyűjtött össze, a falu lakosait pedig beosztotta közmunkára; 1802-ben így épült fel a templom mai formájában a korábbi templomépület alapjának kibővítésével és anyagainak felhasználásával Szommer János bonchidai vállalkozó-pallér vezetése alatt – ebben a munkálatban (INCZE LAJOS (szerkesztő): Névkönyv az Erdélyi Református Egyházkerület számára 1888. Nyomtatott Ormós Ferencnél, Kolozsvár 1887-88 in KISS GÉZA: Visai fényképes krónika. Híradás egy mezőségi faluról. Kiss Géza kiadás, Kolozsvár, 2006. 42 o). A templombelső északi falában ma is látható a korábbi templom épületből megmaradt egyik kőrelief és szentségtartó.
A templom berendezésének legértékesebb darabja az a műemlék orgona, amelyet Blahunka Lajos marosvásárhelyi orgonaépítész  készített 1875-ben (igazából 1871-1875 között készült), az egyházközség 500 forintos költségén (DÁVID ISTVÁN: Műemlék orgonák Erdélyben. Polis Kiadó, Kolozsvár – Balassi Kiadó, Budapest, 1996. 151 o. in KISS GÉZA: Visai fényképes krónika. Híradás egy mezőségi faluról. Kiss Géza kiadás, Kolozsvár, 2006. 42 o; SIPOS DÁVID: Orgonáknak zengések. A történelmi dési, széki és görgényi református egyházmegyék orgonái. Komp-Press Kiadó, Erdélyi Múzeum-Egyesület. 201 o.); és amelyet 2015 folyamán javíttatott meg utoljára az egyházközség a zsuki Polgármesteri Hivatal anyagi támogatásának igénybevételével a kolozsvári Albert József orgonajavítóval; 2016-ban pedig az Egyházkerület püspöke által tartott hálaadó Istentisztelet keretében szenteltük újra (Egyházközségi Historia Domus).
Hátuljátszós, egymanuálos külön játékasztalon, 6 regiszteres, mechanikus trakturájú orgona csúszkaládás szélládával; az orgonaszekrény 3 sípmezős (7-7-7) klasszicista homlokzattal. (SIPOS DÁVID: Orgonáknak zengések. A történelmi dési, széki és görgényi református egyházmegyék orgonái. Komp-Press Kiadó, Erdélyi Múzeum-Egyesület. 201-202. o.)
A szószék hatoldalú, korábbi leírások szerint „csinosan van összeállítva, s úgy néz ki, mintha egy darabból volna” (INCZE LAJOS (szerkesztő): Névkönyv az Erdélyi Református Egyházkerület számára 1888. Nyomtatott Ormós Ferencnél, Kolozsvár 1887-88 10 o. in KISS GÉZA: Visai fényképes krónika. Híradás egy mezőségi faluról. Kiss Géza kiadás, Kolozsvár, 2006. 43 o).
Nagy harangját 1592-ben öntötték és felirata az, hogy Verbum Domini manet in aeternum (= Isten szava örökké megmarad), a kisebbiket 1907-ben öntötték gróf Teleki Géza, az utolsó helyi föld birtokos adományaként.
Feltételezések szerint az Úrasztala egyidős a templommal és az 1960-as években újították fel.
A templom építése óta több javításon és felújításon esett át: 2016-ban  teljesen kijavítottuk és lemeszeltük a belső részt; 2017-ben  kicseréltük teljesen a templomtetőt új villámhárítót szerelve ; 2019-ben villamosítottuk a harangokat; 2021 őszén a templom körüli vízelvezetést és a falak megerősítést végeztük el, míg 2022 januárjától késő tavaszig a templom belsejét és mennyezetét, valamint padlásterét újítottuk fel a Magyar kormánytól-, illetve a Bukaresti Vallásügyi Államtitkárságtól kapott anyagi támogatások révén.
2022. december 31-én az anyakönyvek tanúságai szerint az ide tartozó  reformátusok száma 420 volt; mellettünk még vannak ortodox vallásúak, illetve pár adventista (azaz szombatos) és Jehova Tanúi.
Az itt „hétköznapi reformátorokként” szolgáló lelkipásztorok névsora a következő:
1592-1682 –?? (nincs róla adat még az Egyházkerületi levéltárban sem); 1682-1688– Szemerei András; 1688-1710 – Nemegyei Mihály; 1710-1725 – Dési Ferenc; 1725-1740 – Sepsi István; 1740-1745 – Széki Zsigmond; 1745-1746 – Sepsi István; 1748-1749 – nincs lelkipásztor; 1749-1779 – Udvarhelyi György/Mihály; 1779-1784 – Benke József; 1784-1791 – Dávid István; 1791-1799 – Gellért Ábel; 1799-1806 – László József (István); 1806-1817 – Hari Gábor; 1817-1819 – Elekes László; 1819-1846 – Csűrős Ferenc; 1846-1846 – Barabás Sámuel (április 24-től szeptember 29-ig); 1846-1863 – bikfalvi Kovács Zsigmond; 1863-1892 – Gáspár Lajos; 1892-1898 – Gáspár János; 1898-1901 – ??; 1901-1920 – ifjú Jakabházy Dániel; 1920-1933 – Balogh Árpád; 1933-1945 – Sebestyén Ádám; 1945-1946 – Cseresnyés Ferenc; 1946-1947 – ??; 1947-1953 – Adorjáni István; 1953-1955 – ??;  1955-1960 – Lápossy József; 1960-1965 – Nagy Géza; 1965-1966 – Bölöni András; 1966-1967 – ??; 1967-1969 – Málnási László; 1969-1970 – ?; 1970-1978 – Boros Ferenc; 1978-1990 – Visky János; 1990-1993 – Lészai Lehel; 1993-2000 – idős Bányai Csaba; 2000-2014 – Lukács György; 2014-2015 – Oroszhegyi Attila-Zsolt (beszolgáló 2014. novembere-2015. májusa között); 2015-20? – Kovács-Szabó Levente (Egyházkerületi Levéltár adatai, valamint Egyházközségi Historia Domus)

## Népesség
A legrégebbi erre vonatkozó feljegyzés az 1652. évi urbárium, mely a helységben 13 magyar jobbágycsaládot és 5 szököttet, illetve bujdosót sorol fel, ingóságaikkal együtt.
Az utolsó, 1711. évi pestisjárvány innen 292 áldozatot szedett.

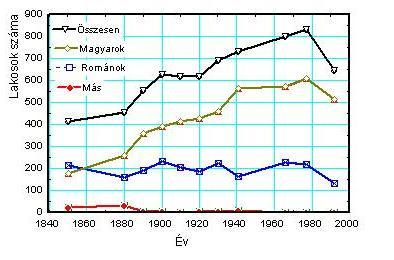
A népesség alakulása.

Az 1733-as, Inocențiu Micu-Klein görögkatolikus püspök által kért összeírás szerint Visában 30 román család (kb. 150 személy) élt.
A lakosság száma általában növekedett, 1900–1920 között megközelítően állandó volt, majd 1980 után csökkent. A magyar nemzetiségű lakosok száma növekvő irányzatot mutat. Az 1880-ban meglévő 178-ról 1977-re 610 főre nőtt. A román lakosság száma szinte állandó, 1850-ben 212, míg 1977-ben 220 fő volt.
A 2002. évi népszámlálás szerint a falunak 589 lakosa volt, ebből kb. 80% magyar, 19% román és 1% roma.
2022. december 31-én a reformátusok száma 420 volt; mellettünk még vannak ortodox vallásúak, illetve pár adventista (azaz szombatos) és Jehova Tanúi.

## Iskolák
Az ortodox (1948-ig görögkatolikus) templomot 1812-ben építették, egy korábbi, 1733-ban már meglévő fatemplom helyén. Benne több régi ikon található.
A korabeli összeírás szerint Visában 1733-ban már szolgált egy Ilyia (Ilie) nevű görögkatolikus lelkész, létezett parókia, az illető egyháznak évi 7 szekér szénát termő kaszálója és szántóföldje volt.  Az említett összeírásban az adatok magyar helyesírással szerepelnek, mivel az a hivatalos hatóságok számára készült.
A múltban a közoktatás a felekezeti iskolák feladata volt. A református iskolát az írások 1864-ben említik, a görögkatolikus 1869-ben indult be 26 tanulóval, melyből 15 fiú és 11 leány. A mai általános iskola épülete 1907 óta áll.
A helységnek jelentős, az erdélyi Mezőségre jellemző folklórja van. Szép, régi hagyománya a juhmérés.

## Nevezetes esemény Visán
A község vidékét érintette a mócsi meteorithullás, amely a Mezőség területén 8 falu térségének közelében mintegy 300 kilogrammnyi meteorit anyagot hozott. Mócson és Vajdakamaráson kívül Mezőgyéres, Gyulatelke, Visa, Báré, Mezőkeszü, Magyarpalatka, Márokháza községet érintette a szóródási ellipszis.

## A község néprajzi és népművészeti anyaga Válaszúton
A Válaszúton megnyílt Kallós Zoltán Múzeumban külön szoba őrzi a Mezőség pompás népművészeti anyagát.

## Látnivalók
Református templom.
Visa középkori temploma a XVIII. század végére már használhatatlanná vált. Református (kálvinista) templom 1802-ben újjáépült a középkori (1450) templom helyén és annak egyes anyagai felhasználásával. A régi templomból beépítették az északi falba a szentségtartót és a kőreliefet. A templomépítés idején a jobbágyfalu birtokosa losonci gróf Bánffy György (1772-1832) volt, Erdély akkori főkormányzója (a Kolozsvári Állami Levéltár 1809-es oklevelének bejegyzése alapján). Deésy Hosszú Gábor, a gróf református vallású jószágigazgatója László István lelkipásztor szolgálati ideje alatt pénzt gyűjtött az építkezés költségeinek a fedezésére és a helyi híveket közmunkára osztotta be.
A templom műemlék orgonáját, amely a 2016-ban volt újra felszentelve a két éves időszakra kiterjedő 95%-os javítás után a zsuki Polgármesteri Hivataltól kapott pénzből, 1875-ben készítette Blahunka Lajos marosvásárhelyi orgonaépítő az egyházközség költségén. Nagy harangját 1592-ben öntötték és felirata az, hogy Verbum Domini manet in aeternum (Isten szava örökké megmarad), a kisebbiket 1907-ben öntötték gróf Teleki Géza, az utolsó helyi föld birtokos adományaként. Feltételezések szerint az Úrasztala egyidős a templommal és az 1960-as években újították fel. A templom építése óta több javításon és felújításon esett át – például 2017-ben ki volt cserélve teljesen a templomtető és modern villámhárító felszerelés is volt szerelve; 2021-2022 között pedig a magyarországi kormány, valamit a bukaresti Vallásügyi Államtitkárságtól pályázatok útján nyert pénz(ek)ből a templom belseje és mennyezete újult meg.

## Képanyag

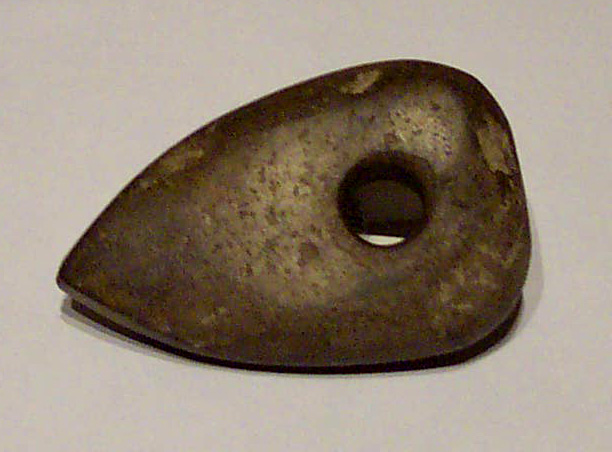
Csiszolt, átlyukasztott kőbalta, (neolitikum).
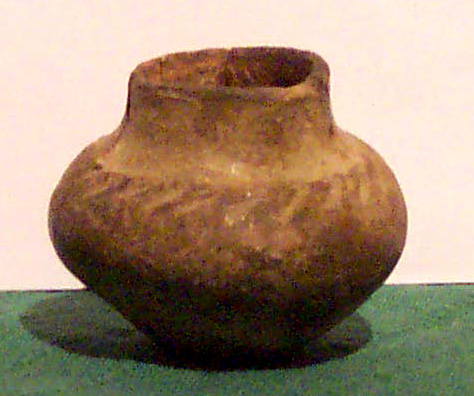
Bemélyített vonaldíszes cserépedény.
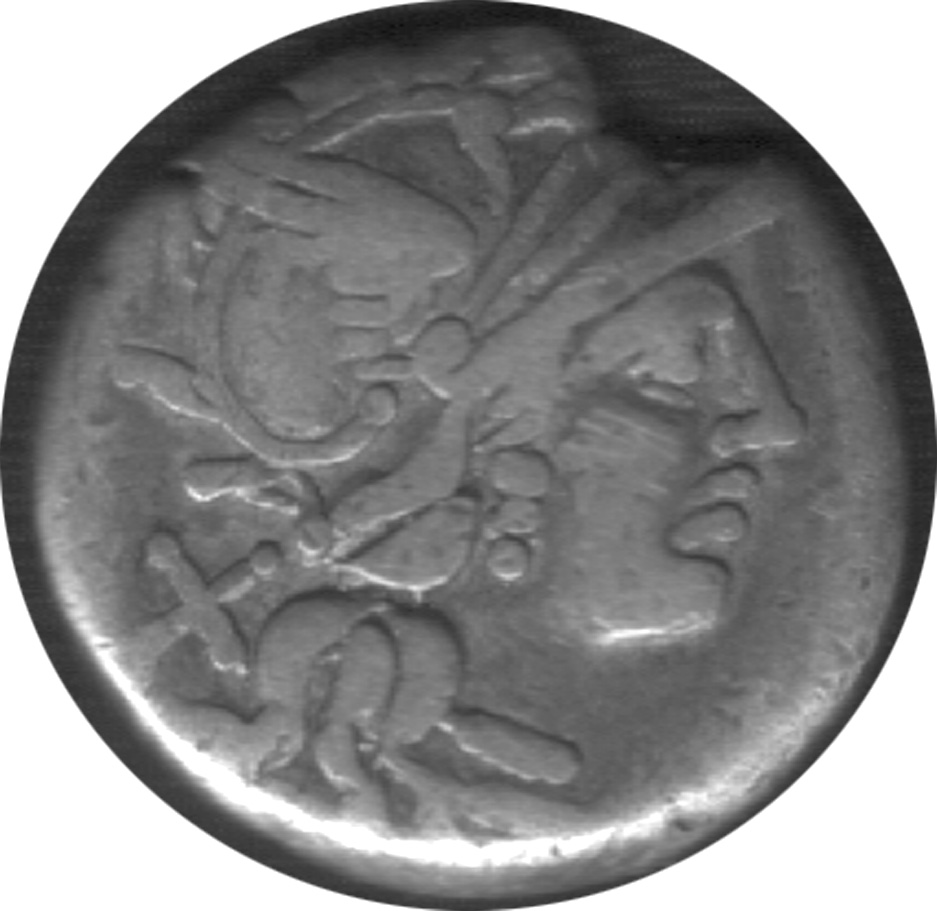
Római dénár kr.e. 130-ból.
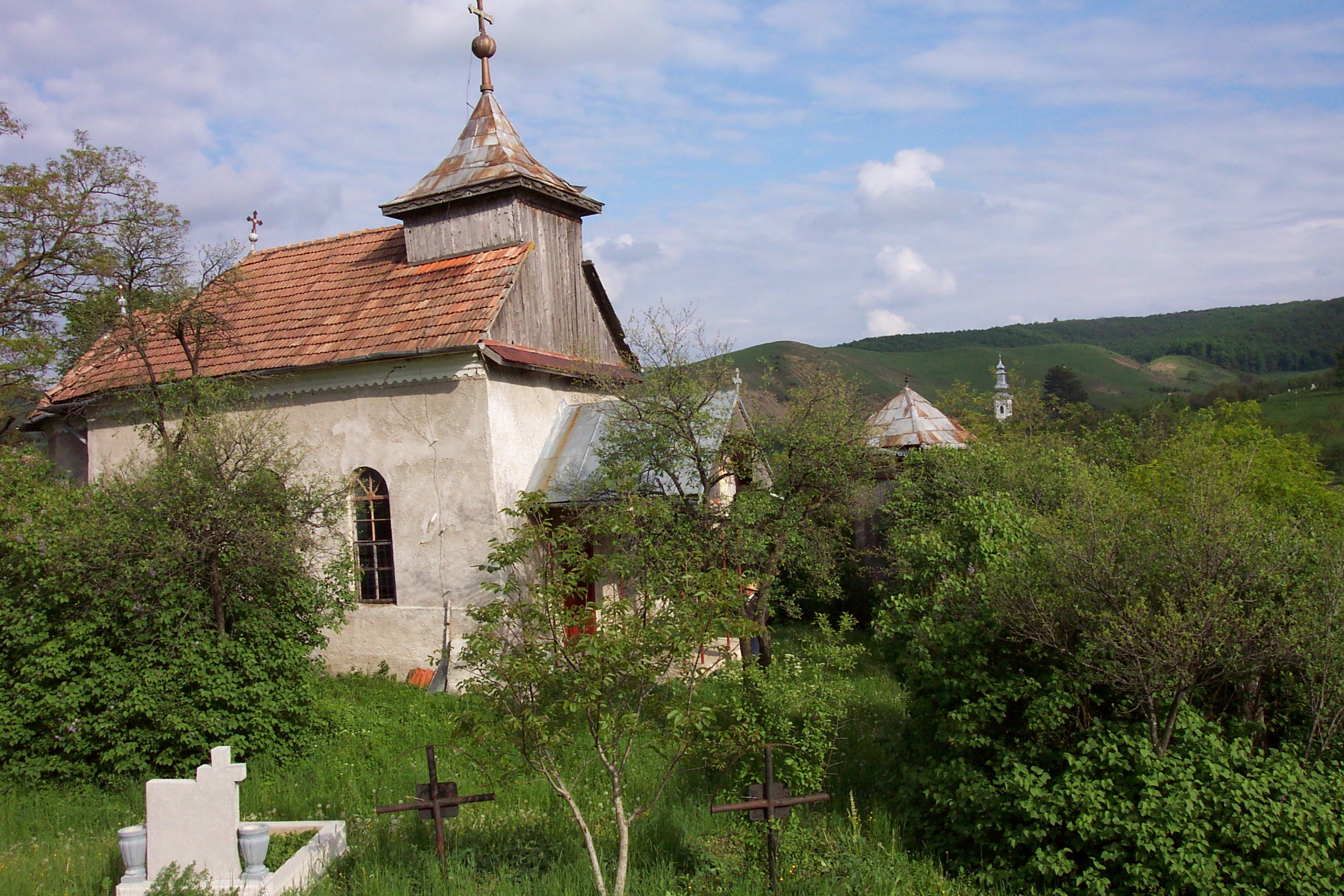
Ortodox, korábban görögkatolikus templom, 1812
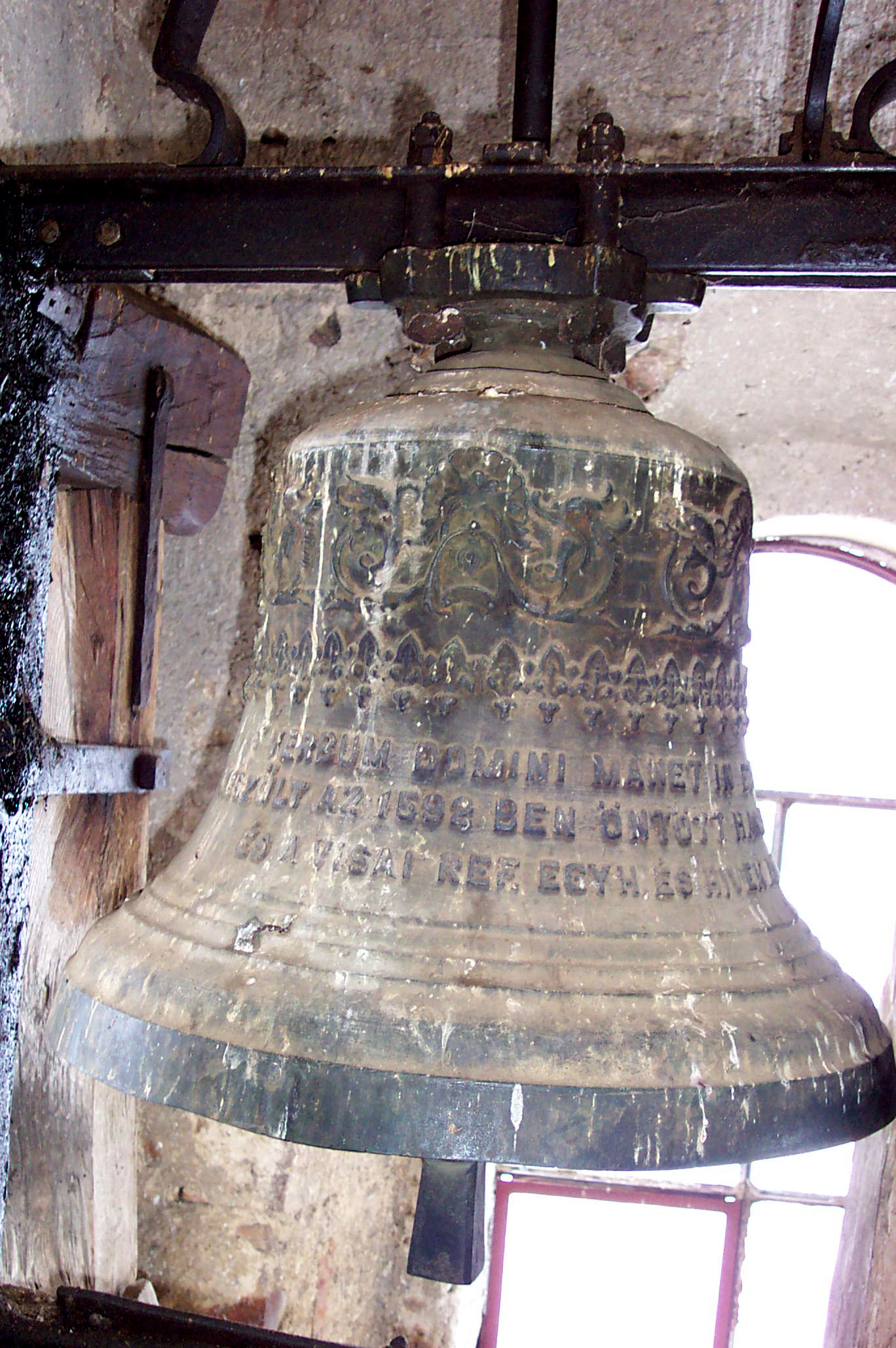
Az 1592-ben öntött ref. nagyharang.
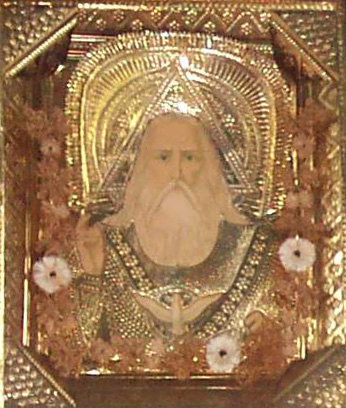
Ortodox ikon.
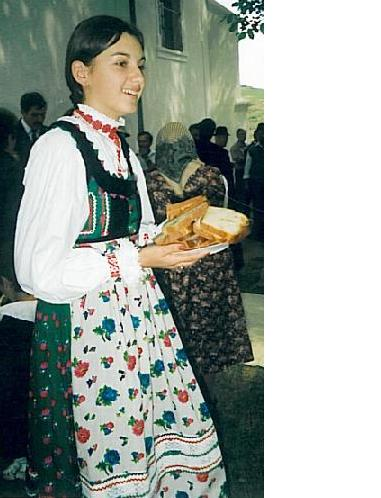
Hagyományos viselet.
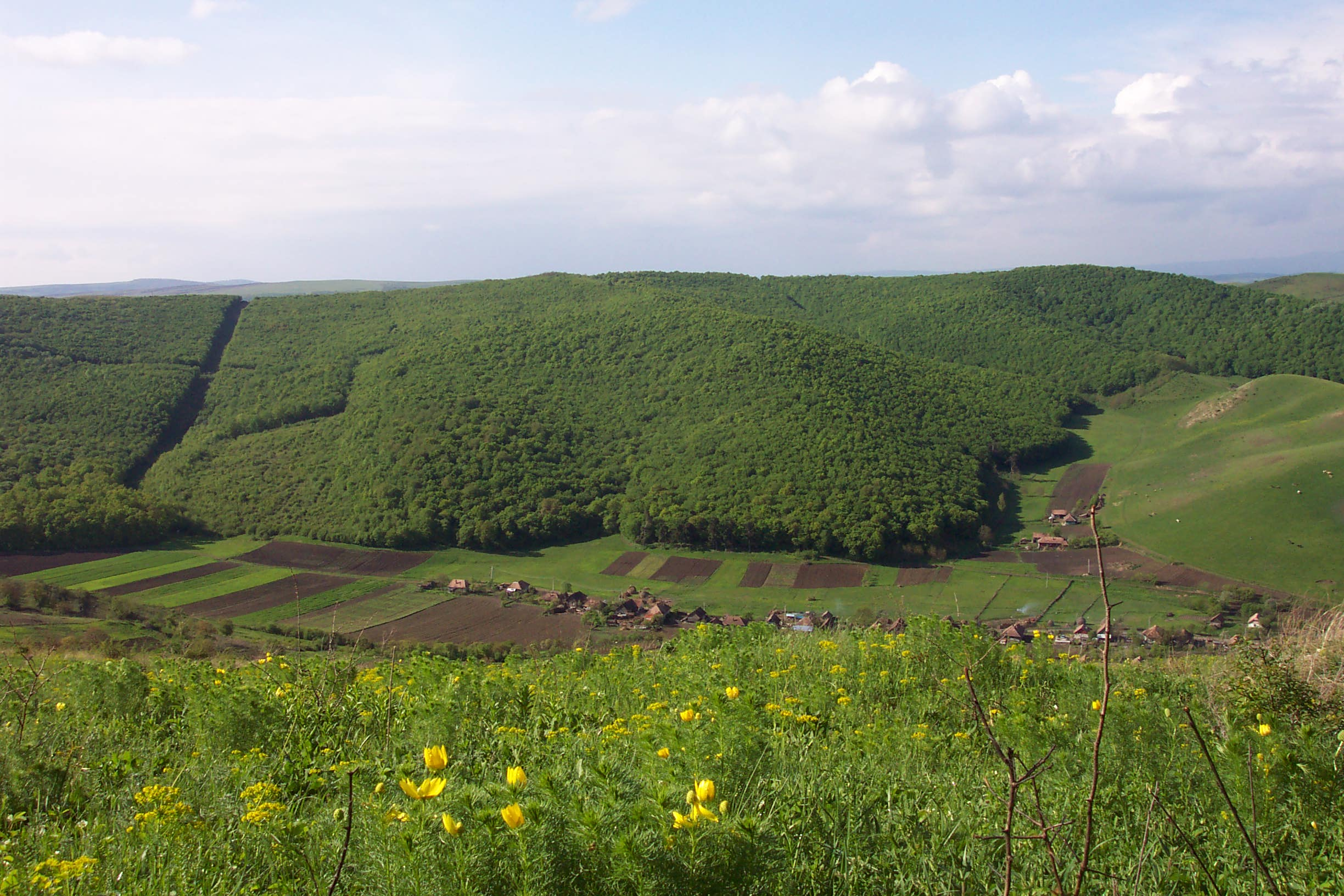
"silva Visaerdei" 680 év elteltével.
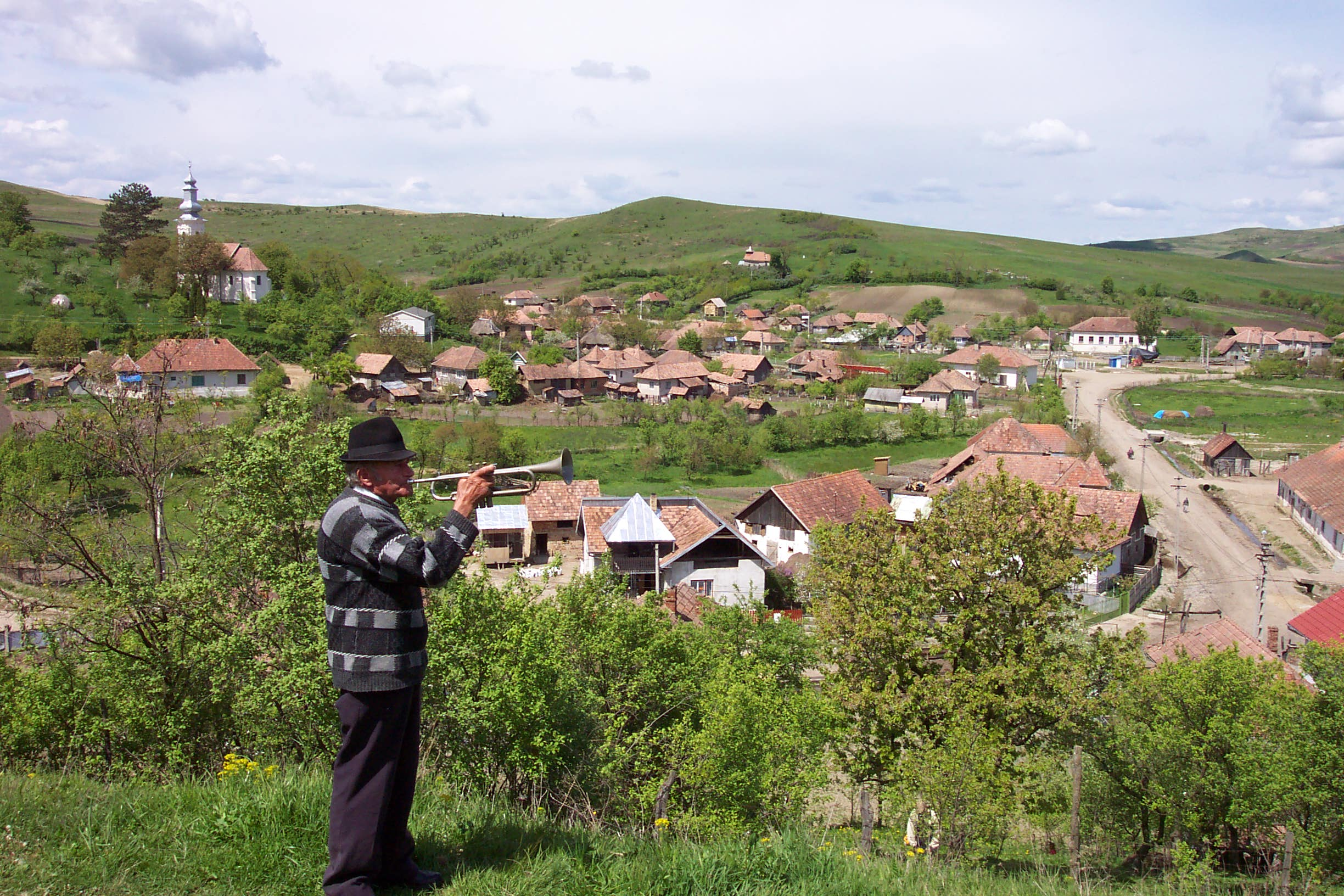
Helyi híradás.
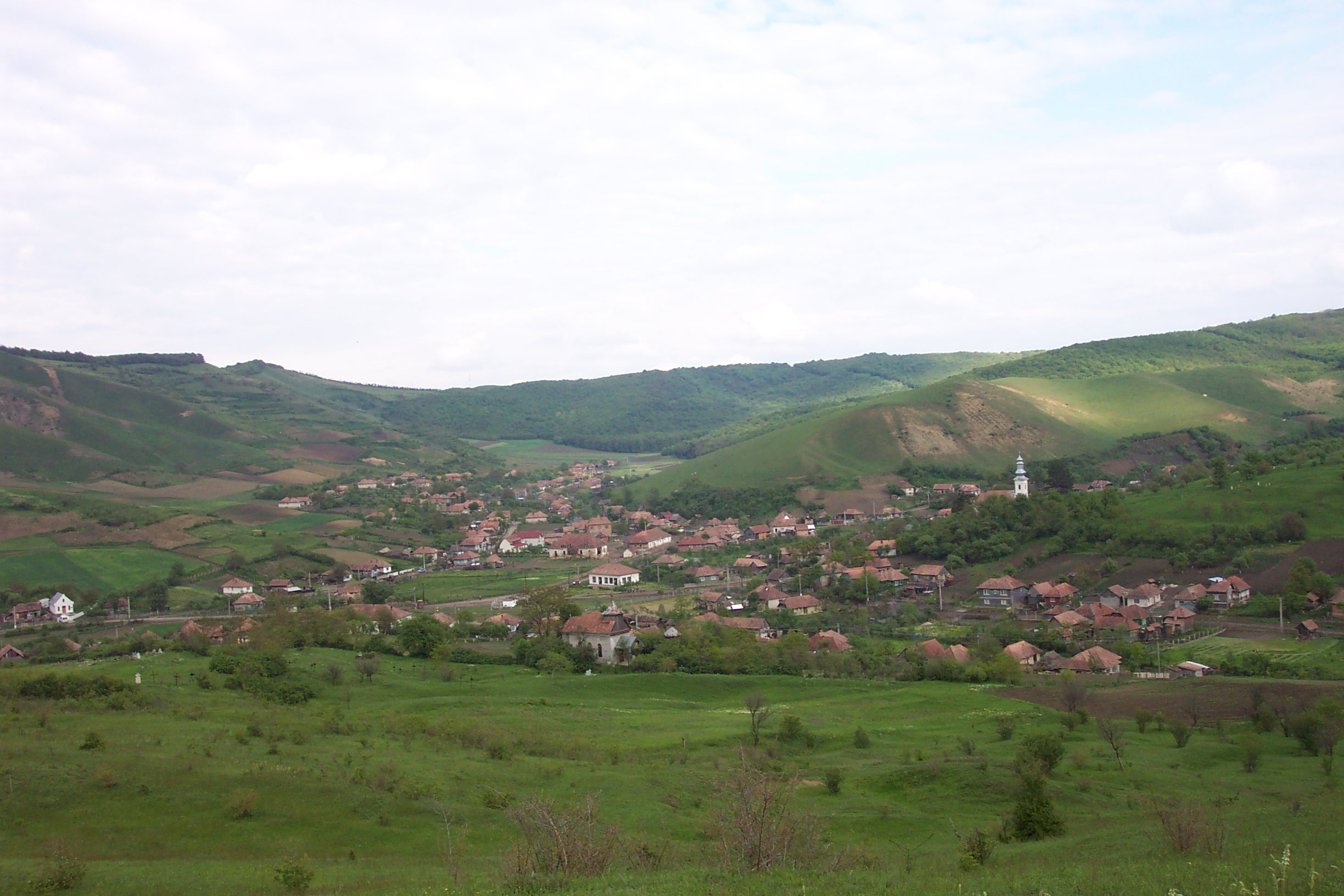
Visa látképe.
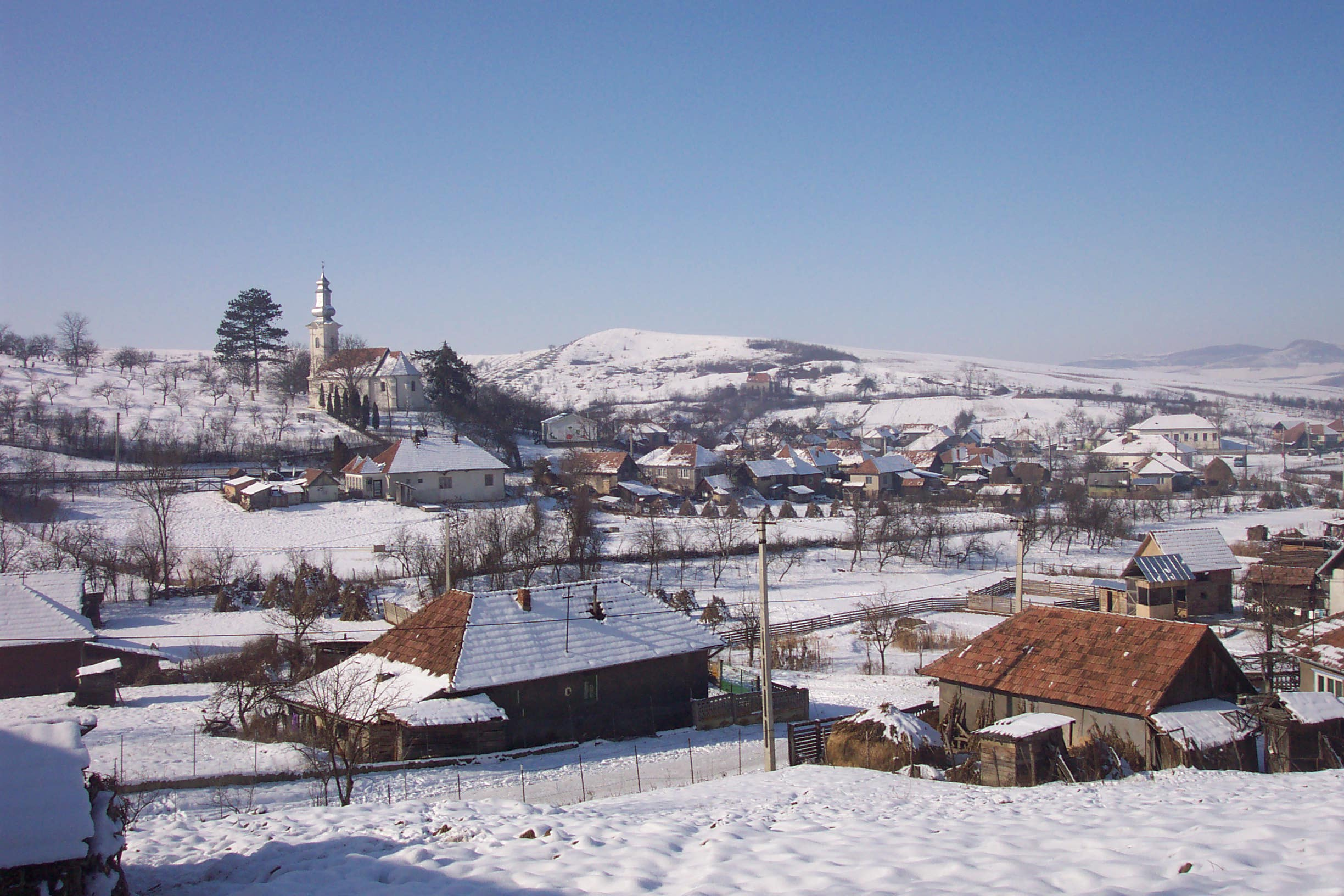
Visai tél.